# Carlo Gnocchi
Carlo Gnocchi (San Colombano al Lambro, 25 d'octubre de 1902 - Milà, 28 de febrer de 1956) fou un capellà italià, creador de la "Fondazione Pro Juventute" (actual Fondazione Don Carlo Gnocchi), que ajuda als nens amb discapacitat múltiple. És venerat com a beat per l'Església Catòlica.

## Infància i joventut
Va néixer a San Colombano al Lambro, vila propera a Milà, en el si d'una família rural. Va ser ordenat capellà el 1924, també va ser professor de teologia i religió en col·legis, liceus i universitats de la seva ciutat natal.

## Obra
Durant la Segona Guerra Mundial va ser oficial i capellà del Batalló Alpí (Cos d'Infanteria de Muntanya) de l'Exèrcit Italià (1941-1945). En aquells moments el Pare Gnocchi (o Don Gnocchi, com és anomenat a Itàlia), concep la idea de crear una fundació que ajudi els nens mutilats i discapacitats físics i psíquics per causa de la guerra. Així, en 1942, va néixer la seva obra màxima, la Fondazione Pro Juventute. Un any més tard va tenir una audiència amb el Papa Pius XII, en la qual va presentar la seva fundació.

## Mort i beatificació
Va morir d'un càncer de pàncrees a Milà en 1956, a l'edat de 53 anys. El seu procés de beatificació va començar a 1962, i va ser declarat venerable pel Papa Joan Pau II en 2002, i fou beatificat pel Papa Benet XVI, el 25 d'octubre de 2009.
La seva vida és recordada, actualment, a través d'un film de la RAI, titulada L'àngel dels nens.